# Acoustique météorologique
L’acoustique météorologique ou acoustique atmosphérique est la science qui étudie la propagation des sons en fonction des conditions météorologiques ainsi que les bruits provoqués par l’atmosphère.